# William L. Kirk

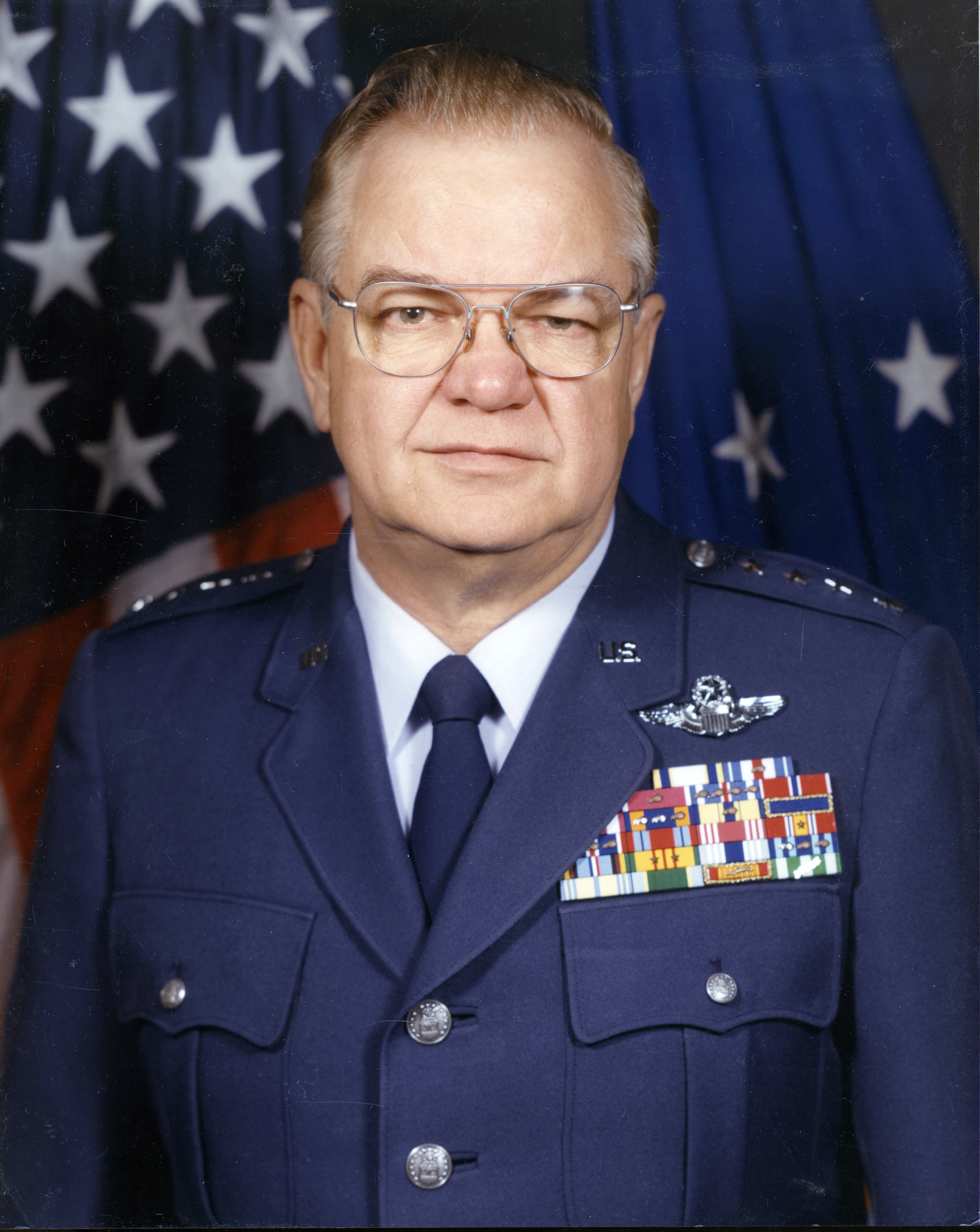
William L. Kirk

William Leslie Kirk (* 11. Juli 1932 in Rayville, Richland Parish, Louisiana; † 26. April 2017 in Niceville, Okaloosa County, Florida) war ein General der United States Air Force. Er war unter anderem Kommandeur der United States Air Forces in Europe.
Er war ein Sohn von Benjamin Leslie Kirk (1902–1967) und dessen Frau Clover Dell (1909–1968) und besuchte die öffentlichen Schulen seiner Heimat einschließlich der Rayville High School. Danach war er am Northeast Louisiana State College eingeschrieben, aus der die heutige University of Louisiana hervorging. Im Jahr 1951 trat William Kirk der U.S. Air Force bei und begann als Kadett eine Offiziersausbildung, die auch eine Ausbildung zum Kampfpiloten einschloss. Nach dem erfolgreichen Ende dieser Schulungen wurde er im April 1954 in das Offizierskorps der Luftwaffe aufgenommen. Während der folgenden Jahrzehnte durchlief er dort alle Offiziersränge vom Leutnant bis zum Vier-Sterne-General.
Im Lauf seiner militärischen Karriere absolvierte William Kirk verschiedene Kurse und Schulungen. Dazu gehörten auch einige Weiterbildungskurse für Piloten und das Air War College.
In seinen jüngeren Jahren absolvierte er den für Offiziere in den niederen Rangstufen üblichen Dienst in unterschiedlichen Einheiten und Standorten. Dabei war er als Pilot an verschiedenen Luftwaffenstützpunkte in den Vereinigten Staaten stationiert. Mitte der 1950er Jahre war er auch für einige Monate in Japan auf der Yokota Air Base und der damaligen Johnson Air Base stationiert. Anschließend setze er seine Laufbahn an verschiedenen Standorten in den Vereinigten Staaten fort. Zwischenzeitlich wurde er auch nach England auf die Royal Air Force Bentwaters Base versetzt, die von der U.S. Air Force mitbenutzt wurde.
Im Sommer 1966 absolvierte William Kirk an der USAF Weapons School auf der Nellis Air Force Base den Fighter weapons instructor course. Im März 1967 wurde er auf einen Luftwaffenstützpunkt in Thailand versetzt von wo er mit seinem dortigen Geschwader Luftangriffe auf Nordvietnam im Rahmen des Vietnamkriegs flog. Dabei schoss er zwei feindliche Maschinen ab. Nach seiner Rückkehr in die Vereinigten Staaten Anfang 1968 war er Stabsoffizier auf der Eglin Air Force Base in Florida. Im Januar 1969 übernahm er das Kommando über eine Schwadron (4538th Fighter Weapons Squadron), die auf der Nellis Air Force Base stationiert war.
In der Folge absolvierte William Kirk bis zum Juni 1971 das Air War College. Anschließend war er Stabsoffizier im Hauptquartier der Air Force. Seine dortige Tätigkeit führte ihn auch mehrfach nach Thailand. Daran schlossen sich weitere Aufgaben als Stabsoffizier bei verschiedenen Flugeinheiten in den Vereinigten Staaten an. Mitte der 1970er Jahre leitete er die Stabsabteilung für Operationen (G3) der 9. Luftflotte (Ninth Air Force). Daran schloss sich eine Versetzung zur Hickam Air Force Base in Hawaii an, wo Kirk Stabsoffizier bei den Pacific Air Forces war. Später war er Generalinspekteur des Pacific Air Force Commands.
Zwischen Juli 1980 und Juli 1982 war William Kirk erneut im Stab des Hauptquartiers der Air Force tätig. Anschließend wurde er auf die Ramstein Air Base nach Deutschland versetzt, wo er die Leitung der Stabsabteilung für Operationen der United States Air Force-Europe übernahm. Im Juli 1985 wurde er Kommandeur der 9. Luftflotte, die auf der Shaw Air Force Base in South Carolina ansässig ist. Dieses Amt bekleidete er bis zum April 1987.
Am 1. Mai 1987 übernahm William Kirk auf der Ramstein Air Base als Nachfolger von Charles L. Donnelly Jr. das Kommando über die United States Air Forces in Europe. Gleichzeitig übernahm er in Personalunion auch das Kommando über das der NATO unterstellte Allied Air Command. Diese Ämter behielt er bis zum 12. April 1989 als Michael J. Dugan seine Nachfolge antrat. Gleichzeitig schied William Kirk aus dem aktiven Militärdienst aus.
Nach seiner Pensionierung lebte William Kirk in verschiedenen US-Staaten und zeitweise in anderen Ländern. Im Jahr 1992 ließ er sich in Niceville in Florida nieder. Er blieb weiterhin dem Militär, insbesondere der Air Force, verbunden und war Mitglied einiger entsprechender Organisationen. Ansonsten spielte er Golf, liebte die Jagd, verbrachte Zeit mit seiner Familie und schaute Spiele der Dallas Cowboys.
Der seit 1956 mit Nancy Early (1932–2017) verheiratete Offizier starb am 26. April 2017 und wurde auf dem Barrancas National Cemetery in Pensacola beigesetzt.

## Orden und Auszeichnungen
William Kirk erhielt im Lauf seiner militärischen Laufbahn unter anderem folgende Auszeichnungen:
- Air Force Distinguished Service Medal
- Silver Star
- Legion of Merit
- Meritorious Service Medal
- Bronze Star Medal
- Distinguished Flying Cross
- Air Medal
- Air Force Commendation Medal
- Air and Space Outstanding Unit Award
- Air and Space Organizational Excellence Award
- Combat Readiness Medal
- Army Good Conduct Medal (wurde zwischen 1947 und 1963 auch an Air Force Soldaten verliehen)
- National Defense Service Medal
- Armed Forces Expeditionary Medal
- Vietnam Service Medal
- Air and Space Longevity Service Award
- Armed Forces Reserve Medal
- Vietnam Campaign Medal (Südvietnam)